# 咪唑-4,5-二甲酸
咪唑-4,5-二甲酸是一种有机化合物，化学式为C5H4N2O4。

## 合成
将苯并咪唑溶于浓硫酸中，加热至100 °C，缓慢滴加30%过氧化氢溶液，用碳酸钠调节pH后将反应液倒入冷水中，析出的白色固体即为产物。

## 性质
咪唑-4,5-二甲酸在酸催化下和乙醇反应，可以生成咪唑-4,5-二甲酸二乙酯。它也能用于合成一些金属有机框架材料。